# سعیدآباد (رزم‌آوران)
سعیدآباد یک روستا در ایران است که در بخش مرکزی شهرستان رفسنجان واقع شده‌است. سعیدآباد ۴۰۷ نفر جمعیت دارد.